# Icaricia acmon
Plebejus acmon là một loài bướm Bắc Mỹ. Nó phân bố chủ yếu ở California nhưng cũng có thể gặp ở Oregon và phía nam đến Baja California.
Đỉnh của cánh có màu xanh dương với rìa sậm đối với con đực và nâu đối đối với con cái. Bên dưới có màu trắng với các chấm đen ở cả con đực và cái và có một dải màu cam-đỏ ở cánh sau. Con trưởng thành ăn mật hoa trong khi sâu thì có thể ăn kiều mạch, lupin, trefoil, và milkvetch.